# Xã Halbert, Quận Martin, Indiana
Xã Halbert (tiếng Anh: Halbert Township) là một xã thuộc quận Martin, tiểu bang Indiana, Hoa Kỳ. Năm 2010, dân số của xã này là 1.631 người.